# Arena Radunia
Arena Radunia – wielofunkcyjny stadion w Stężycy, w województwie pomorskim, w Polsce. Został otwarty 27 lipca 2017. Może pomieścić 950 widzów. Swoje spotkania rozgrywają na nim piłkarze klubu Radunia Stężyca.

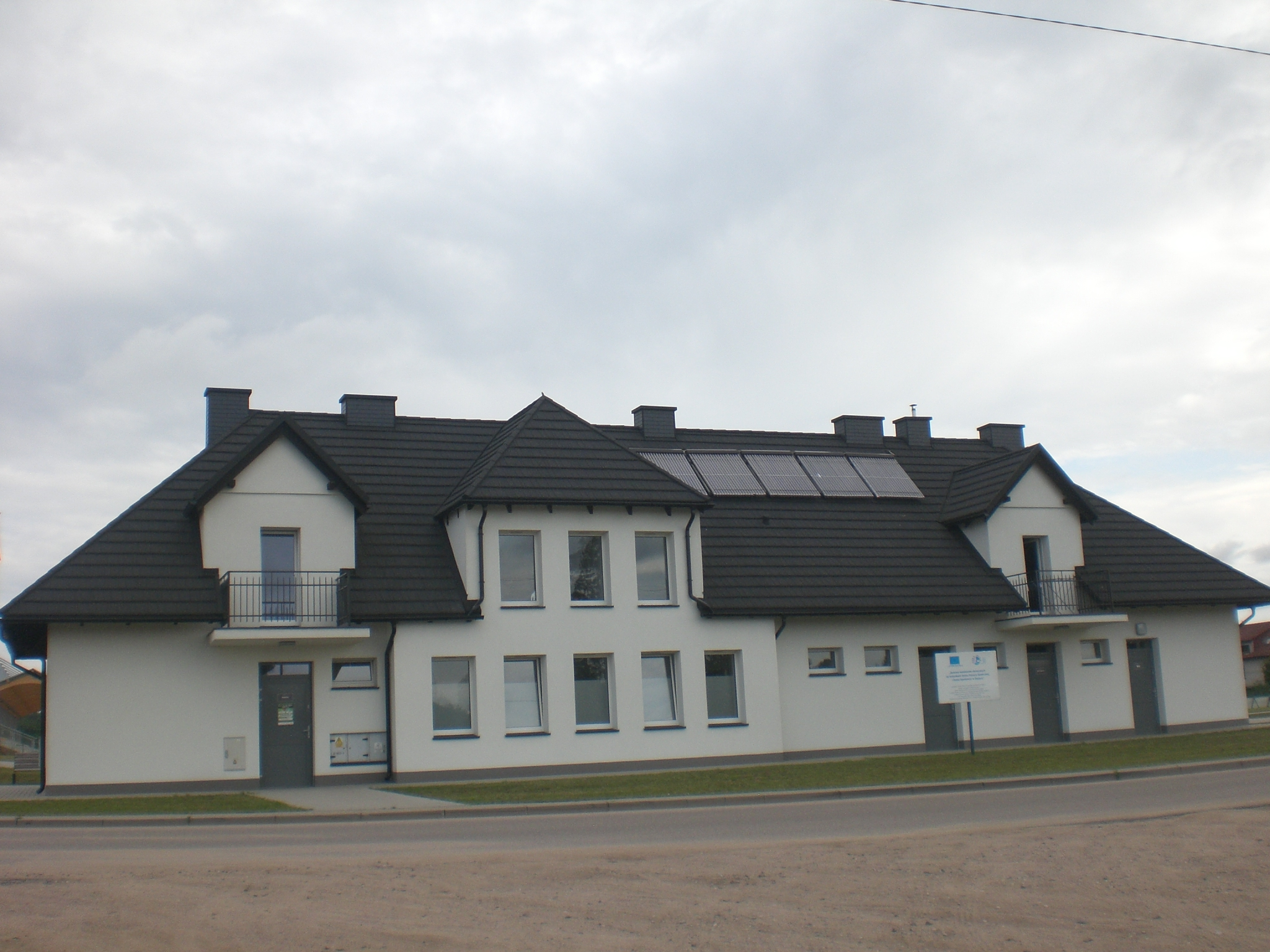
Budynek administracyjny z szatniami oraz zapleczem technicznym

Stadion wybudowano w latach 2015–2017 w miejscu dawnego stadionu piłkarskiego w Stężycy. Obiekt wyposażono m.in. w 4-torową (6-torową na głównej prostej), tartanową bieżnię lekkoatletyczną i zadaszoną trybunę z 450 miejscami dla widzów. Uroczyste otwarcie areny miało miejsce 27 lipca 2017 roku. W 2021 roku grający na stadionie piłkarze klubu Radunia Stężyca wywalczyli historyczny awans do rozgrywek na szczeblu centralnym (II liga – trzeci poziom rozgrywkowy).